# Cueta beieri
Cueta beieri är en insektsart som beskrevs av Hölzel 1969. Cueta beieri ingår i släktet Cueta och familjen myrlejonsländor. Inga underarter finns listade i Catalogue of Life.